# Karl Molitor
Karl Molitor (Wengen, 29 giugno 1920 – Grindelwald, 25 agosto 2014) è stato uno sciatore alpino svizzero.

## Carriera
Alle Olimpiadi invernali di St. Moritz 1948 raccolse due medaglie, uno di bronzo nello slalom speciale e l'altra d'argento nella combinata nordica.

## Palmarès

### Olimpiadi
- 2 medaglie, tutte valide anche ai fini dei Mondiali:
  - 1 argento (combinata a Sankt Moritz 1948).
  - 1 bronzo (slalom speciale a Sankt Moritz 1948).